# 1974-es amatőr ökölvívó-világbajnokság
Az első amatőr ökölvívó-világbajnokságot Havannában, Kubában rendezték 1974. augusztus 17–30. között. 11 versenyszámban avattak világbajnokot. A küzdelmek egyenes kieséses rendszerben zajlottak, és mindkét elődöntő vesztese bronzérmet kapott.

## Érmesek
| 1974-es amatőr ökölvívó-világbajnokság érmesei |                                 |                                    |                                                                 |
| Versenyszám                                    | Arany                           | Ezüst                              | Bronz                                                           |
| Nehézsúly                                      | Teófilo Stevenson (Kuba)        | Marvin Stinson (Egyesült Államok)  | Fatai Ayinla (Nigéria) Rajko Miljić Jugoszlávia                 |
| Félnehézsúly                                   | Mate Parlov (Jugoszlávia)       | Oleg Korotajev (Szovjetunió)       | Ottomar Sachse (NDK) Leon Spinks (Egyesült Államok)             |
| Középsúly                                      | Rufat Riszkijev (Szovjetunió)   | Alec Nastac (Románia)              | Dragomir Vujković (Jugoszlávia) Bernd Wittenburg (NDK)          |
| Nagyváltósúly                                  | Rolando Garbey (Kuba)           | Alfredo Lemus (Venezuela)          | Anatolij Klimanov (Szovjetunió) Joseph Nsubuga (Uganda)         |
| Váltósúly                                      | Emilio Correa (Kuba)            | Clinton Jackson (Egyesült Államok) | Plamen Jankov (Bulgária) Zbigniew Kicka (Lengyelország)         |
| Kisváltósúly                                   | Ayub Kalule (Uganda)            | Vladimir Kolev (Bulgária)          | Amon Kotey (Ghána) Ulrich Beyer (NDK)                           |
| Könnyűsúly                                     | Vaszilij Szolomin (Szovjetunió) | Simion Cutov (Románia)             | Luis Echaide (Kuba) José Luis Vellon (Puerto Rico)              |
| Pehelysúly                                     | Howard Davis (Egyesült Államok) | Borisz Kuznyecov (Szovjetunió)     | Mariano Álvarez (Kuba) Rigoberto Garibaldi (Panama)             |
| Harmatsúly                                     | Wilfredo Gómez (Puerto Rico)    | Luis Jorge Romero (Kuba)           | Aldo Cosentino (Franciaország) David Toroszjan (Szovjetunió)    |
| Légsúly                                        | Douglas Rodríguez (Kuba)        | Alfredo Pérez (Venezuela)          | Vladiszlav Zaszipko (Szovjetunió) Constantin Gruiescu (Románia) |
| Kislégsúly                                     | Jorge Hernández (Kuba)          | Stephen Muchoki (Kenya)            | Enrique Rodríguez (Spanyolország) Jevgenyij Judin (Szovjetunió) |